# BHP Group
BHP Group (precedentemente BHP Billiton) è la maggiore società mineraria al mondo, nata nel 2001 dalla fusione della società australiana Broken Hill Proprietary Company con la società inglese Billiton.
Dalla fusione sono nate due società, l'Australian BHP Billiton Limited e la British BHP Billiton Plc, quotate in borsa separatamente e con una struttura azionaria separata, ma che operano sul mercato come un'unica società, la BHP Billiton, che ha un unico consiglio di amministrazione e un'unica struttura manageriale. La società australiana controlla il 60% del capitale ed ha la sede a Melbourne, che è anche la sede globale del gruppo, mentre la società inglese ha il 40% del capitale e ha sede a Londra.
La società è presente con le sue operazioni minerarie e di trasformazione (principalmente riguardanti il ferro, i diamanti, il petrolio e la bauxite) in 25 paesi ed ha 36.000 dipendenti.

## Storia

### Broken Hill Proprietary Company
La Broken Hill Proprietary Company (BHP) fu fondata nel 1895 con lo scopo di sfruttare le risorse minerarie della miniera di Broken Hill nella parte occidentale del Nuovo Galles del Sud in Australia. La miniera di Broken Hill con le sue riserve di argento, piombo e zinco era a quei tempi una delle più importanti al mondo. Nel 1899 la BHP iniziò a estrarre ferro a Iron Knob nell'Australia Meridionale e nel 1915 a Newcastle, nel Nuovo Galles del Sud, diede vita al suo primo impianto siderurgico per la produzione di acciaio.
La società continuò a espandersi nel corso degli anni, acquisendo altre miniere, e nel 1935 potenziò la sua presenza nell'industria sinergica assorbendo l'Australian Iron and Steel e le sue acciaierie di Port Kembla. Nel 1967 la BHP entrò nel settore petrolifero a seguito della scoperta di giacimenti di petrolio nello stretto di Bass, al largo della costa sud orientale australiana, e nel corso degli anni l'attività petrolifera acquistò una sempre maggiore importanza.
L'espansione dell'azienda australiana fu inoltre potenziata grazie all'acquisizione della Utah International (miniere di carbone nel Nuovo Messico e nel Queensland) e tramite la scoperta del giacimento di rame di Escondida, in Cile. In uno dei suoi tentativi di espansione la BHP fu sconfitta in tribunale dalla popolazione indigena della Papua Nuova Guinea, che si oppose alla miniera di Ok Tedi. Nel corso degli anni novanta cessarono le operazioni siderurgiche primarie a Newcastle e le rimanenti attività del settore furono cedute nel 2000 con la nascita di OneSteel.
Nel 2001 la BHP si fuse con la Billiton per dar vita a una delle maggiori aziende mondiali nel settore minerario. Le rimanenti attività legate all'acciaio diedero vita alla BHP Steel, che nel 2003 venne rinominata BlueScope Steel.

### Billiton
La Billiton è stata una società mineraria originariamente olandese e poi inglese. Le origini sono da rintracciare nel 1860, quando la società venne fondata dagli azionisti riuniti all'Hotel Groot Keizrhof dell'Aia, nei Paesi Bassi. Due mesi dopo la nuova società acquisì i diritti minerari delle isole di Bangka e di Billiton (oggi Belitung), ricche di stagno e poste nell'arcipelago indonesiano, a oriente della costa di Sumatra.
Alle attività iniziali legate all'estrazione di stagno e piombo e all'industria metallurgica che le fiancheggiava, nei Paesi Bassi si aggiunse a partire dagli anni quaranta del secolo scorso l'importante attività mineraria del bauxite dell'Indonesia e del Suriname. Nel 1970 la Royal Dutch Shell acquisì la Billiton e nel corso degli anni ottanta cessò l'attività metallurgica ad Arnhem. Nel corso degli anni novanta la Billiton ebbe una notevole crescita con l'apertura di nuovi impianti per la produzione di alluminio in Sudafrica e in Mozambico e con nuove attività minerarie in Australia, Colombia, Canada, Brasile, Suriname e Sudafrica.
Nel 1997 la Billiton Plc è quotata alla borsa di Londra e nel 2001 si fonde con la BHP per dar vita alla BHP Billiton.

### Attività post-fusione
Nel 2005 la BHP Billiton ha acquisito la società mineraria australiana WMC Resources, che tra le altre attività minerarie svolte è proprietaria della miniera di uranio di Olympic Dam nello stato dell'Australia Meridionale.

## Miniere e impianti metallurgici
- Australia
  - Kalgoorlie, Western Australia
  - Kambalda, Western Australia
  - Leinster, Western Australia
  - Mount Keith, Western Australia
  - Mount Whaleback, Western Australia
  - Worsley, Western Australia
  - Ravensthorpe, Western Australia
  - Griffin, Western Australia, posseduta al 45%
  - North West Shelf, Western Australia
  - Port Hedland, Western Australia
  - Cannington, Queensland
  - Goonyella/Riverside, Queensland
  - Peak Downs, Queensland
  - Norwich Park, Queensland
  - Saraji, Queensland
  - Gregory, Queensland|Gregory/Crinum, Queensland
  - Blackwater, Queensland
  - Moura, Queensland
  - Yabulu, Queensland (Impianto per la lavorazione del Nickel)
  - Olympic Dam, South Australia
  - Hunter Valley, Nuovo Galles del Sud
  - Appin, Nuovo Galles del Sud
  - Elouera, Nuovo Galles del Sud
  - West Cliff, Nuovo Galles del Sud
  - Dendrobium, Nuovo Galles del Sud
  - Minerva offshore, Victoria, posseduta al 90%
  - Stretto di Bass, Victoria, posseduta al 50%
  - Bell Bay, Tasmania, posseduta al 60%
- Canada
  - Ekati Diamond Mine
- Cile
  - Escondida
  - Cerro Colorado
- Colombia
  - Cerrejón, miniera di carbone posseduta al 33.3% , Dipartimento Guajira
  - Cerro Matoso, miniera di ferronickel, Dipartimento di Córdoba
- Indonesia
  - Wetar, miniera d'oro
- Iraq
  - Halfaya, pozzi di petrolio
- Mozambico
  - Mozal, impianto per la produzione dell'alluminio
- Pakistan
  - Zamzama, Karachi
- Papua Nuova Guinea
  - (fino al 2002) Ok Tedi Mine, miniera di rame, perso il controllo a seguito di un'azione giudiziaria vinta dagli abitanti Papua per l'inquinamento su vasta scala dei fiumi Ok Tedi e Fly.
- Sudafrica
  - Bayside, impianto per la produzione di alluminio a Richards Bay
  - Hillside, impianto per la produzione di alluminio a Richards Bay
  - Ingwe Coal, diverse miniere di carbone nell'area della Witbank nel Northern Gauteng
- USA
  - New Mexico Coal Company, miniere di carbone in Nuovo Messico
  - BHP Petroleum, ricerca e estrazione di idrocarburi con sede a Houston